# إيفي (جورجيا)
إيفي (بالإنجليزية: Ivey, Georgia)‏ هي بلدة تقع في مقاطعة ويلكينسون، جورجيا بولاية جورجيا في الولايات المتحدة. تبلغ مساحتها 7.7 (كم²)، وترتفع عن سطح البحر 109 م، بلغ عدد سكانها 1100 نسمة في عام 2000 حسب إحصاء مكتب تعداد الولايات المتحدة وتصل الكثافة السكانية فيها 142.9 نسمة/كم2.

## وصلات خارجية
- The US50 - Cities and Towns in Georgia State
- Georgia Cities and Towns, Facts, Map, Flag, Colleges, Government, and More